# Гвахира (пустиња)
Гвахира (шп. Desierto de La Guajira) је пустиња која се налази у Јужној Америци у северном делу Колумбије и мањим делом у Венецуели на полуострву Гвахира. Захвата површину од око 18.000 km². Према типу подлоге спада у песковите пустиње.